# おやじの背中
『おやじの背中』（おやじのせなか）は、2014年7月13日から9月14日まで毎週日曜日21:00 - 21:54に、TBS系の「日曜劇場」枠で放送された日本のテレビドラマ。
岡田恵和、坂元裕二、倉本聰ら10名の脚本家が脚本を手掛ける一話完結形式のオムニバスドラマ。各話作家性を志したオリジナル作品である。脚本だけでなく、出演者および舞台設定を毎回変えるが、それぞれ一組の親子が描かれるホームドラマというスタイルは共通する。
日曜劇場は1993年3月まで一話完結ものの単発ドラマを放映していた枠であったため、いわば日曜劇場の原点回帰ともいえる作品である。

## 放送日程
| 話数   | サブタイトル         | 放送日  | 脚本       | 演出     | 主演・共演           | 視聴率 |
| ------ | -------------------- | ------- | ---------- | -------- | -------------------- | ------ |
| 第1話  | 圭さんと瞳子さん     | 7月13日 | 岡田惠和   | 山室大輔 | 田村正和、松たか子   | 15.3%  |
| 第2話  | ウエディング・マッチ | 7月20日 | 坂元裕二   | 鶴橋康夫 | 役所広司、満島ひかり | 09.2%  |
| 第3話  | なごり雪             | 7月27日 | 倉本聰     | 石橋冠   | 西田敏行             | 08.5%  |
| 第4話  | 母の秘密             | 8月03日 | 鎌田敏夫   | 山室大輔 | 渡瀬恒彦、中村勘九郎 | 09.4%  |
| 第5話  | ドブコ               | 8月10日 | 木皿泉     | 北川雅一 | 堀北真希、遠藤憲一   | 09.5%  |
| 第6話  | 父の再婚、娘の離婚   | 8月17日 | 橋部敦子   | 竹園元   | 尾野真千子、國村隼   | 07.7%  |
| 第7話  | よろしくな。息子     | 8月24日 | 山田太一   | 清弘誠   | 渡辺謙、東出昌大     | 09.7%  |
| 第8話  | 駄菓子               | 8月31日 | 池端俊策   | 坪井敏雄 | 大泉洋               | 07.6%  |
| 第9話  | 父さん、母になる!?   | 9月07日 | 井上由美子 | 清弘誠   | 内野聖陽、神木隆之介 | 11.2%  |
| 最終話 | 北別府さん、どうぞ   | 9月14日 | 三谷幸喜   | 土井裕泰 | 小林隆               | 06.2%  |

平均視聴率 9.4%（視聴率は関東地区、ビデオリサーチ社調べ）

## キャスト・各話スタッフ

### 第1話 「圭さんと瞳子さん」
樋口 圭太郎
演 - 田村正和
瞳子の父。ひぐち照明経営者。妻を事故で早くに亡くしてから娘と2人で暮らす生活が始まり、娘を見守り続けていくなかでお互いが依存し、離れられない関係になってしまった。
樋口 瞳子
演 - 松たか子（少女期：内田愛 / 中学時代：田中明）
圭太郎の娘。かかし書房編集者。少女期に母と共に事故に遭った後遺症で周囲から父の存在がいなくなると、急に不安に襲われパニック障害を起こしてしまう。
奥住
演 - バカリズム
瞳子の同僚編集者。瞳子に想いを伝える。
川崎 悦子
演 - キムラ緑子
圭太郎が食中毒で入院したときの担当看護師。
茂原 吾一
演 - 角野卓造
ひぐち照明従業員で圭太郎の良き相談相手。
重松 一臣
演 - 渡辺大
居酒屋で偶然隣の席に座った瞳子と出会う。
塩田
演 - 鈴之助
瞳子と奥住の同僚編集者。
樋口 紫子
演 - 水谷理砂
圭太郎の妻で瞳子の母。事故で他界。
スタッフ
- 脚本 - 岡田惠和
- 音楽 - 兼松衆
- 挿入歌 - ビートルズ「ヒア・カムズ・ザ・サン」
- 演出 - 山室大輔
- 脚本スタッフ - 中村千明
- 演出補 - 東仲恵吾
- 料理指導 - 赤堀博美
- 医療指導 - 依田茂樹
- 取材協力 - 大塚康之（diskunion JazzTOKYO）
- 撮影協力 - 国分寺市、お鷹の道・真姿の池湧水群

### 第2話 「ウエディング・マッチ」
青木 草輔
演 - 役所広司
誠の父。元プロボクサーで誠のトレーナー。現役時代のリングネームは「パンタロン青木」。娘が生まれたときから男性に負けない強いボクサーに育てると心に決め、妻が考えた女性らしい「優花」の名前を男性と勘違いされる「誠」に勝手に変更して区役所に提出する。
青木 誠
演 - 満島ひかり（3歳：矢崎由紗）
草輔の娘。父のことを「おっさん」と呼ぶ。オリンピックのボクシング競技で金メダルを取ることを目標に、彼氏とのデートや友達に誘われた合コンを父に邪魔されながらも、3歳から父と二人三脚でボクシングを続けてきた。
高城 亜利沙
演 - 山本美月
草輔とは正式な恋人関係だが書類上離婚していないため愛人ということになる。宗輔は彼女と結婚を約束していたと誠へ話しているが真偽は定かではない。結果的に草輔と別れ、一年後、誠のボクシング指導に失敗し露店で働く草輔を見かけ声をかける。
青木 佐知子
演 - 浅田美代子
草輔の妻。娘・誠にボクシングを辞めさせたい気持ちが夫に届かず、我慢に耐え兼ねて家族と住んでいた家を出て行く。
雄介
演 - 小関裕太
誠の高校時代の彼氏。
小口
演 - 蕨野友也
誠の婚約者。
村越
演 - 井上肇
女子ボクシング関係者。
溝口
演 - 岩田丸
青木ボクシングジムがある商店街の町内会員。
スタッフ
- 脚本 - 坂元裕二
- 挿入歌 - 世良公則「あんたのバラード」
- 演出 - 鶴橋康夫
- 演出補 - 堀英樹
- ボクシング指導 - 松本好二
- アクション指導 - 福嶌徹
- ボクシング協力 - 大橋ボクシングジム
- プロデュース - 真木明

### 第3話 「なごり雪」
小泉 金次郎
演 - 西田敏行
勲章受章者が配る受章記念のメダルなどを金属加工する「イズキン」を一代で築き上げる。最近老化が顕著に表われ始め、自慢だった聴力も衰えるようになり老人性難聴が進行する。
武田 エリ
演 - 木村多江
小泉家長女。
小泉 金一
演 - 光石研
小泉家長男。「イズキン」専務。
竹中 玲子
演 - 市川実日子
「イズキン」社員。
小泉 歌子
演 - 中島ひろ子
金一の妻。
武田 一平
演 - 梨本謙次郎
エリの夫。「イズキン」役員。
小泉 夕子
演 - MEGUMI
小泉家次女。
小泉 しのぶ
演 - 広瀬すず
金一と歌子の娘。
村田 修
演 - 中西良太
「イズキン」社員。
南 寛
演 - 大杉漣
金次郎と同郷の映像作家。
向田 春彦
演 - 田山涼成
金次郎と同郷の耳鼻科医。
加納 茂吉
演 - 織本順吉
「イズキン」第二製作所作業員。金次郎が妻に贈る白綬褒章を製作する。
小泉 秋子
演 - 由紀さおり
金次郎の妻。
大塚 喜平
演 - 小林稔侍
金次郎と同郷の元警視庁刑事部捜査官。
スタッフ
- 脚本 - 倉本聰
- 挿入歌 - イルカ「なごり雪」
- 演出 - 石橋冠
- ナレーション - 徳光和夫
- 演出補 - 本多繁勝
- 協力プロデュース - 里内英司、中山秀一
- 制作協力 - 5年D組

### 第4話 「母の秘密」
麻倉 賢三
演 - 渡瀬恒彦
慎介の父。反体制の運動家として活動した後に出版社を立ち上げ、出版物の売上の一部が運動家の資金源となっていた。妻の他界後持家を売払い、四国へ移り住む。
麻倉 慎介
演 - 中村勘九郎（幼稚園時代：杉園啓仁 / 小学生時代：三谷翔太 / 中学生時代：黒濱優至）
賢三の息子。母の不幸せな姿に共感し、現在まで父に対して反抗心を持って生きてきた。妻を介して父から札所参りに誘われ、母の他界後に一度も会っていない父と再会する。
麻倉 加奈子
演 - ともさかりえ
慎介の妻。夫と折り合いが悪い義父との間を取り持つ。
麻倉 幸恵
演 - 神野三鈴
賢三の妻。
スタッフ
- 脚本 - 鎌田敏夫
- 音楽 - 兼松衆
- 挿入歌 - ボブ・ディラン「風に吹かれて」
- 演出 - 山室大輔
- 演出補 - 東仲恵吾

### 第5話 「ドブコ」
丸井 三冬（まるい みふゆ）
演 - 堀北真希（小学生時代：須田琥珀）
警視庁調布中央警察署交通課女性警察官。父が出演した極道映画の「ドブネズミ」という役柄がヒットし、そのことがきっかけで小学校の同級生から「ドブコ」と呼ばれるようになる。
丸井 正（まるい ただし）
演 - 遠藤憲一
三冬の父。芸名は「鬼頭勇人（おにがしら はやと）」。テレビドラマや映画などの作品に悪役や死体役で出演することに生きがいを感じ、悪役役者としての誇りを持っている。
佐々木 勝（ささき まさる）
演 - 溝端淳平
三冬とは小学校時代からの幼馴染。職場も三冬と同じ交通課に勤務する。
静香（しずか）
演 - 谷村美月
勝の婚約者。勝と三冬の関係に嫉妬し、直接会っていない段階から三冬を嫌う。
丸井 弓子（まるい ゆみこ）
演 - 薬師丸ひろ子（特別出演）
正の妻。娘とは対照的に夫の仕事を理解し、応援する。
山野 龍一
演 - 赤星昇一郎
トラック運転手。交通違反者。
ホナミ
演 - 内田未来
三冬の小学生時代の友達。
子供1
演 - 神保 龍之介
子供2
演 - 阿由葉 朱凌
看護師1
演 - 白土 直子
看護師2
演 - 勝平 ともこ
花嫁
演 - 井端 珠里
子供の母親
演 - 羽鳥 名美子
AD
演 - 龍輝
医者
演 - 重村 佳伸
監督
演 - 宮崎吐夢
スタッフ
- 脚本 - 木皿泉
- 挿入歌 - スティーヴィー・ワンダー「For Once in My Life」
- 演出 - 北川雅一
- 演出補 - 東仲恵吾、佐久間晃嗣、佐藤美紀
- キャラクター造型 - 海老名保
- 警察指導 - 古谷謙一
- アクション指導 - 辻井啓伺
- ガンエフェクト - 納富喜久男
- 医療指導 - 依田茂樹

### 第6話 「父の再婚、娘の離婚」
杉本 七海
演 - 尾野真千子
吉崎の娘。信用金庫勤務。進学、就職とは違い結婚は父の考えに背いて一緒になった経緯から、結婚生活について父から意見されることを嫌う。経済力がないことで卑屈になる夫の態度に辟易し一時期家を出る。
吉崎 典久
演 - 國村隼
七海の父。定年を迎えかつての上司・青木の尽力もあってメーカー総務部門の部長待遇で再就職するが、以前に勤務していた物産会社営業職のキャリアが活かせない理由から会社を辞める。妻を4年前に亡くし、青木に触発され婚活を始める。
杉本 大悟
演 - 桐谷健太
七海の夫。役者活動を続けているため安定した収入は無く、生活面では七海に頼り切っている。
青木 久志
演 - 本田博太郎
吉崎の物産会社時代の上司。婚活に励み10歳年下の女性と婚約する。
岡宮 芳子
演 - 中田喜子
婚活パーティーで吉崎と知り合う。
伊達 孝弘
演 - 伊藤正之
メーカー人事部門の責任者。
高山 亮輔
演 - 管勇毅
吉崎の部下。
スタッフ
- 脚本 - 橋部敦子
- 挿入歌 - ナット・キング・コール、ナタリー・コール「アンフォゲッタブル」
- 演出 - 竹園元
- 演出補 - 堀英樹、佐久間晃嗣、佐藤初好、唐澤弦志

### 第7話 「よろしくな。息子」
高村 浩司
演 - 渡辺謙
紳士靴の職人。リフレクソロジーをアメリカで学ぶ。東郷の紹介で泰子と見合いをし、コンビニ強盗が縁で祐介と話が出来る関係になる。靴の話題ばかりするつまらない男だと思われていることを気にしている。
戸川 祐介
演 - 東出昌大
泰子の息子。コンビニ店員。コンビニ強盗の事情を慮り助けた上に金を貸そうとする。会社勤めをしていたが社内の人間関係やいじめが原因で3年も経たずに退職する。
戸川 泰子
演 - 余貴美子
祐介の母。医療・介護派遣会社経営者で元看護師。高村と見合いをするが早い段階から交際を断る。
東郷 達郎
演 - 笹野高史
介護老人福祉施設事務長。
大島 桂
演 - 柴田理恵
コンビニ強盗未遂犯。
神崎 泉
演 - 田島ゆみか
派遣登録者。
藤沢 由加
演 - 平田薫
祐介の彼女。
スタッフ
- 脚本 - 山田太一
- 挿入歌 - カーペンターズ「遙かなる影」
- 演出 - 清弘誠
- 演出補 - 池田克彦、松木彩、佐藤初好
- 靴づくり指導 - 五宝賢太郎
- プロデュース - 志村彰

※本作出演の東出は杏と当時交際しており、その後結婚。杏の父である渡辺と実際に(義理)親子となる。

### 第8話 「駄菓子」
春部 真（はるべ ただし）
演 - 大泉洋（10歳：藤本哉汰）
スター製菓営業部契約社員。お子様用お菓子「サターン5」の研究をしている。企画で出した内容がくだらないと上司に馬鹿にされたことで憤慨し会社を辞める。前職のチョコレート菓子メーカーも同じような理由で退職していた。
春部 湊（はるべ みなと）
演 - 田中奏生
真の息子。父と2人で暮らし、母は長野の実家に帰っている。同級生や友達に父の駄菓子が好きだと言ってもらえることに誇りを感じている。
春部 森造
演 - 高橋克実
真の父。優秀な兄と比較し、出来が悪い真に辛く当たる。心臓病を患い死期が迫っていた。
春部 利一
演 - 田中哲司
真の兄。父が創業した製薬会社を継いだ2代目。
羽柴 浩太郎
演 - 塚本高史
「フライジャガー」などを生産するハシバ製菓社長。
羽柴 友美
演 - 荻野友里
羽柴の妻。
羽柴 輝光
演 - 五十嵐陽向
羽柴の息子。
二ノ宮
演 - 日野陽仁
真の上司。真が出した企画が社風に合わないと一蹴する。
杉下 とみ
演 - 岩本多代
真が少年時代に馴染みにしていた駄菓子屋のおばちゃん。
重田
演 - 松尾諭
ハローワーク職員。
タケル
演 - 山田日向
フミヤ
演 - 内川蓮生
上記2名は湊の友達。
スタッフ
- 脚本 - 池端俊策
- 演出 - 坪井敏雄
- 脚本協力 - 岩本真耶
- 演出補 - 東仲恵吾、松木彩、佐藤美紀
- 駄菓子監修 - 永澤孝之（渡辺菓子種工業）

### 第9話 「父さん、母になる!?」
新城 勝
演 - 内野聖陽
元柏陽建設土木工事部部長。これまで多くの橋建設事業に従事。早期退職優遇制度や雇用保険の受給などで当面の生活には困らないと依願退職したことを家族に告げるが、肝心な退職理由については言葉を濁していた。主婦業は誰にも出来る簡単な仕事だと安易な気持ちで主夫を始める。
新城 達也
演 - 神木隆之介
新城家長男。大学4年生。就職活動は惨敗続きで尊敬していない父の力を借りるところまで追い詰められていたが、父が突然会社を退職したことで縁故入社という淡い期待が消える。
新城 絵美
演 - 夏川結衣
アパレルメーカー社員。ブランド長昇進の内示を受けるが夫は家事には非協力的で、主婦と仕事のバランスを考えた場合に両立は難しく、やむなく昇進を辞退する。
新城 寛太
演 - 高木星来
新城家次男。小学4年生。
松崎 のぞみ
演 - 岡本あずさ
達也のガールフレンド。母子家庭で育つ。
米田 誠子
演 - 久本雅美
新城家近くに住む主婦で朝陽台3丁目町内会会員。
スタッフ
- 脚本 - 井上由美子
- 演出 - 清弘誠
- 演出補 - 堀英樹、佐久間晃嗣、唐澤弦志
- レシピ協力 - 青木紀子
- 擬闘 - 栗原直樹
- ミュージカル指導 - Bプロ児童劇団「大きな夢」
- 写真提供 - 中島貴義
- 書籍協力 - LEVEL-5、小学館、小西紀行

### 最終話 「北別府さん、どうぞ」
北別府 芳雄（きたべっぷ よしお）
演 - 小林隆
売れない役者。離婚後一人で息子の寅雄を育てている。前立腺がんの治療中。ドラマスタッフの上田が落とした役所広司用衣装の白衣を拾い、父の職業を知らない息子に格好いい姿を見せようとして、自分は医者だと嘘をついてしまう。
北別府の元妻
演 - 吉田羊
離婚後、息子とは離れて暮らす。北別府の役者としての才能は認めているが、彼の異常なまでの見栄っ張りな性格に愛想をつかして別れた。
北別府 寅雄（きたべっぷ とらお）〈8〉
演 - 須田琉雅（成人後：小栗旬）
北別府の息子。将来、父のようになりたいという夢を持っている。
妊婦
演 - 堀内敬子
病院内で産気づいた妊婦。
吉野（よしの）
演 - 瀬戸カトリーヌ
寅雄が通う小学校の担任教師。怪我をした寅雄につきそって病院に来る。
上田（うえだ）
演 - 秋元才加
衣裳係のドラマスタッフ。北別府の知人。
野々宮
演 - 酒井若菜
中央医科大学病院看護師。
ナース2
演 - 木南晴夏
野々宮の同僚看護師。
大津
演 - 前野朋哉
ドラマスタッフ。
技師
演 - 八嶋智人
診療放射線技師。
古郡 忠昭
演 - 小日向文世
北別府の主治医。専門は泌尿器科。
スタッフ
- 脚本 - 三谷幸喜
- 挿入歌 - フランク・シナトラ「カム・フライ・ウィズ・ミー」
- 演出 - 土井裕泰
- 演出補 - 東仲恵吾、松木彩、佐藤初好、小牧桜
- 医療監修 - 頴川晋、田代康次郎、米瀬淳二
- ロケーション協力 - 金沢医科大学、金沢医科大学病院

## 共通スタッフ
- プロデュース - 八木康夫
- 選曲 - 御園雅也
- 編成 - 吉本香苗
- プロデュース補 - 大澤祐樹、前田菜穂
- 製作著作 - TBS

## 受賞
- 第82回ザテレビジョンドラマアカデミー賞[21]
  - ザテレビジョン特別賞
- ギャラクシー賞 - 2014年9月度月間賞 [22]
- 平成26年度文化庁芸術祭賞テレビドラマ部門[23]
  - 優秀賞 - 第2話「ウェディング・マッチ」に対して。
- 東京ドラマアウォード2015[24]
  - プロデュース賞（八木康夫）

## 関連商品
シナリオ収録
- 『月刊ドラマ』2014年9月号（映人社） - 「圭さんと瞳子さん」「ウエディング・マッチ」「母の秘密」シナリオおよび八木プロデューサーインタビューを収録。